# Lisandro de la Torre
Nicolás Lisandro de la Torre (Rosario, 6 de diciembre de 1868 – Buenos Aires, 5 de enero de 1939) fue un dirigente político, abogado y escritor argentino. Se recibió de abogado en 1890, por la Universidad de Buenos Aires.  Su tesis sobre régimen municipal, así como otros trabajos, lo llevaron a pensar la importancia de la autonomía municipal, la cual sería incluida recién en la reforma de la Constitución Argentina de 1994. En 1898 fundó el periódico La República. De la Torre se postuló a la presidencia de la Nación en las elecciones presidenciales de 1916, obteniendo 98.876 votos, 57 electores y nuevamente en las elecciones presidenciales de 1931 obteniendo 487.584 votos, y 124 electores.

## Primeros años
De la Torre nace en Rosario en 1868. Su casa estaba en la actual Peatonal Córdoba al 1130, cerca de la antigua tienda La Favorita. Su padre, porteño mitrista e hijo de un inmigrante vasco, poseía una estancia sobre el arroyo Pavón, y tras la batalla que tuvo lugar en la zona estuvo a punto de ser fusilado por tropas de Urquiza. Fue salvado merced a la intervención oportuna de López Jordán, antiguo amigo suyo. Poco después se casa con Virginia Paganini, perteneciente a una tradicional familia porteña emparentada con Antonio Sáenz –revolucionario de 1810– y con los Gutiérrez
Durante la presidencia de Avellaneda el padre de De la Torre, posiblemente estigmatizado por su calidad de mitrista y, por lo tanto, opositor político, fue a la quiebra, sufriendo la subasta de su casa y sus muebles, experiencia que marcó la personalidad de Lisandro De la Torre de por vida.

### Tesis sobre el Régimen Municipal
Finalizados sus estudios en el Colegio Nacional de Rosario, De la Torre llega a Buenos Aires en 1886, durante el último año de la presidencia de Roca, y se instala en la casa de unas tías con el fin de cursar la carrera de abogado. En 1888 obtuvo su título, tras defender su tesis doctoral, en la que desarrolló una serie de ideas que años más tarde cristalizarían en el proyecto político de la Liga del Sur en Santa Fe. El espacio comunal tenía para el joven de la Torre una importancia clave en la construcción de una sociedad democrática. Así, en su trabajo cita textualmente a Tocqueville cuando este señala que «en la comuna es donde reside la fuerza y la vitalidad de los pueblos libres». El buen funcionamiento de ésta constituiría un reaseguro contra el despotismo y su influencia sería saludable para todo el organismo social.
En 1900, en tanto, emprendió el primero de sus dos viajes a los Estados Unidos, en el que se abocó de manera especial al estudio del régimen municipal allí vigente. Ambas visitas al país del norte tendrían poderosa influencia en sus ideas. En 1912, cuando fue elegido diputado nacional por la Liga del Sur y por Santa Fe, presentó un proyecto de ley de régimen municipal. En uno de sus discursos en la Cámara, expuso los fundamentos de su iniciativa, señalando que la organización municipal era un derecho garantizado por el artículo 5.º de la Constitución, pero que era deber del Congreso precisarlo y reglamentarlo en todo el territorio nacional.
La cuestión municipal sería bandera de lucha por mucho tiempo para de la Torre. Más adelante, en uno de sus discursos pronunciados en el Congreso Nacional, haría notar que sólo cuatro de los doscientos cincuenta centros urbanos de la provincia de Santa Fe contaban con municipalidades. Estas cuatro ciudades –Rosario, Santa Fe, Casilda, Esperanza– representaban el 28% de la población provincial. El 72% restante –esto es, 660.000 habitantes sobre 921.000– estaban privados de cualquier organización municipal . Cabe agregar, además, que los intendentes eran designados por el gobernador, al igual que los miembros de las comisiones de fomento de los pueblos. Sólo los concejos deliberantes de las cuatro ciudades eran elegidos por los vecinos contribuyentes.

## Militancia política
En su tesis doctoral, de la Torre revela una base ideológica liberal que va dando entrada a planteamientos de tipo democrático formal. Estas mismas inquietudes lo llevan a tomar contacto con los grupos opositores a la presidencia de Juárez Celman y, junto a ellos, participa de la fundación de la Unión Cívica. Llegó a gozar de la confianza y la amistad de algunos de sus principales dirigentes, como Leandro Alem y Aristóbulo del Valle. Así, en julio de 1890 se trasladó a Buenos Aires y tuvo un lugar destacado en la Revolución del Parque.

### Unión Cívica Radical
Tras la derrota de la Revolución del 90 y la división de los revolucionarios, Lisandro de la Torre apoyó a Leandro Alem, y participó en 1891 en la creación de la Unión Cívica Radical, siendo uno de los principales referentes del nuevo partido en la provincia de Santa Fe. Durante la revolución radical de 1893, De la Torre fue el jefe de operaciones en su provincia natal. Lisandro y sus hombres armados con bombas y fusiles aportados por oficiales radicales de Zárate, tomaron la Jefatura de Policía y lograron que la ciudad cayera en manos de los rebeldes. Posteriormente avanzó con sus fuerzas, incrementadas por el apoyo popular hacia la Capital de la provincia,  donde el lugarteniente de De la Torre, Mariano Candioti, al frente de unos 300 hombres tomó los principales edificios del gobierno provincial expulsando a tiros a los roquistas y asumiendo el 30 de julio de 1893 como gobernador de la provincia. De la Torre se mantuvo durante tres semanas al frente de ese gobierno paralelo sostenido por militantes y extranjeros e incluso llegó a proclamársele como presidente del nuevo gobierno revolucionario. Pero en el resto del país la revolución fue sofocada por lo que los radicales de Santa Fe debieron deponer su actitud. 
Tuvo en ese momento su primer renunciamiento a la actividad política. Volvió a Rosario, recibió de regalo de su padre un campo en Barracas, Provincia de Santa Fe y pasó a dedicarse a la actividad agropecuaria, llegando a ser Presidente de la Sociedad Rural de Rosario en 1907, 1909 y 1910, y director del primer Mercado de Hacienda en 1911.
En 1895, y a instancias de Aristóbulo del Valle, volvió a radicarse en Buenos Aires para dirigir el diario "El Argentino", que se convirtió en un fuerte opositor a la candidatura presidencial de Roca. 
En enero de 1896 murió inesperadamente Aristóbulo del Valle y en julio de ese mismo año se suicidó Alem. El radicalismo quedó acéfalo. De la Torre propuso la candidatura a presidente de Patricio Guido Gentile. Propuso una alianza con los mitristas para derrotar a Roca pero encontró una estricta oposición del líder radical de la provincia de Buenos Aires, Hipólito Yrigoyen. En esas circunstancias decidió abandonar la UCR diciendo:

El Partido Radical ha tenido en su seno una actitud hostil y perturbadora, la del señor Yrigoyen, influencia oculta y perseverante que ha operado por lo mismo antes y después de la muerte del Doctor Alem, que destruye en estos instantes la gran política de la coalición, anteponiendo a los intereses del país y los intereses del partido, sentimientos pequeños e inconfesables.

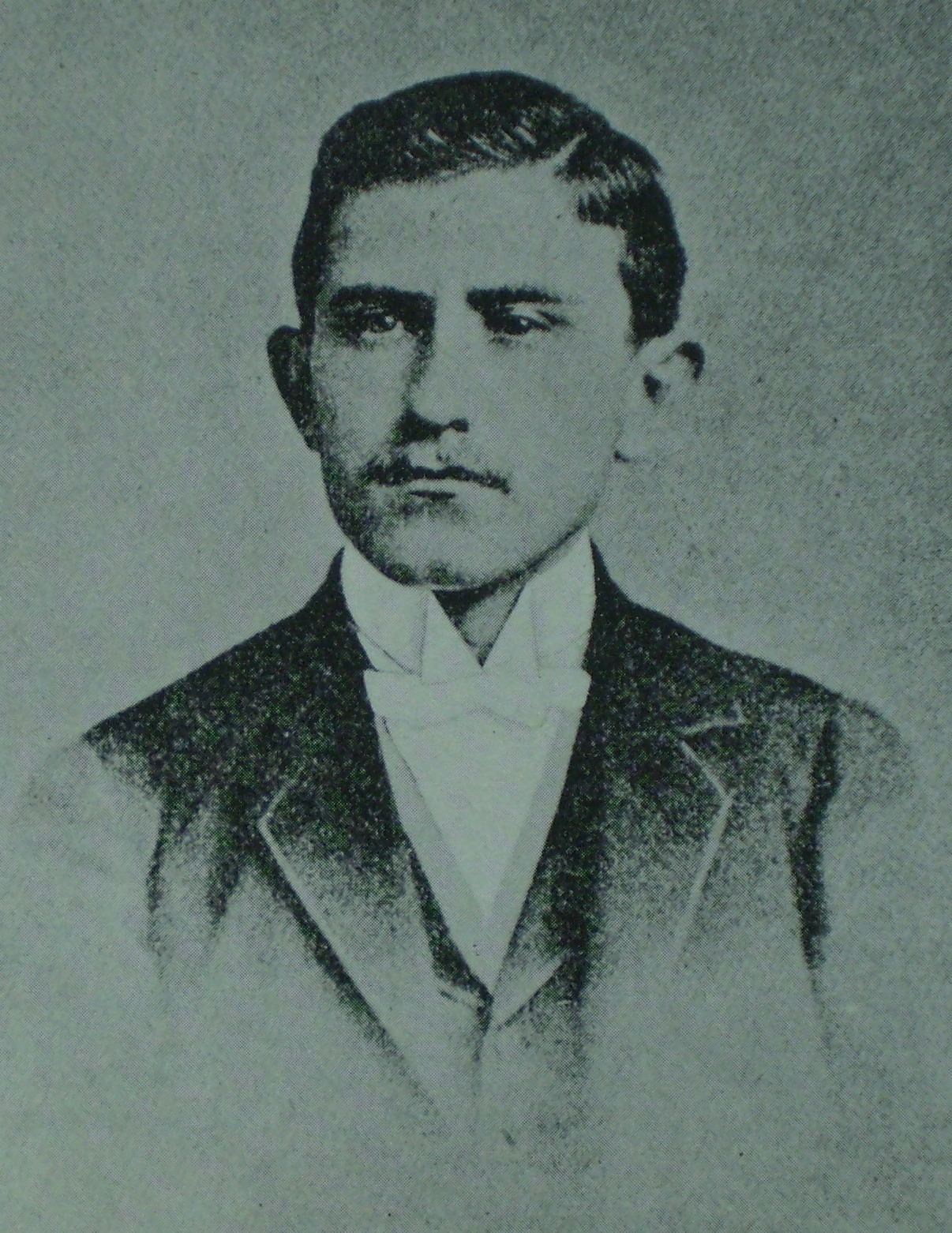
Lisandro de la Torre en su juventud.

La declaración llevó a Hipólito Yrigoyen a desafíarlo a un duelo, dejando a arbitrio de De la Torre la elección de las armas, confiando en que se batirían a golpes de puño. Lisandro, experto en el arte del esgrima, actividad que practicaba asiduamente en el Jockey Club, elige como armas para la contienda al sable. El duelo ocurrió el 6 de septiembre de 1897 en los galpones portuarios de las Catalinas Sur, en Buenos Aires y duró más de media hora. Al término de la misma, De la Torre presentaba heridas en la cabeza, en las mejillas, en la nariz y en el antebrazo, mientras que Yrigoyen resultó prácticamente ileso, salvo por un sablazo de poca importancia en la cintura. Fue para disimular la honda cicatriz de la mejilla que De la Torre, desde entonces, comenzó a usar barba.

### La Liga del Sur
El 29 de noviembre de 1908 en el Teatro Opera de Rosario, un grupo de políticos del sur de Santa Fe encabezados por Lisandro de la Torre fundan la Liga del Sur.  El nuevo nucleamiento reúne a la burguesía rural y comercial de Rosario y el Sur de la provincia, tiene gran apoyo entre los inmigrantes y pequeños productores y defiende un programa democrático, municipalista, modernizante, ilustrado y laicista, en oposición a la hegemonía política y administrativa de la ciudad de Santa Fe y el Norte de la provincia 

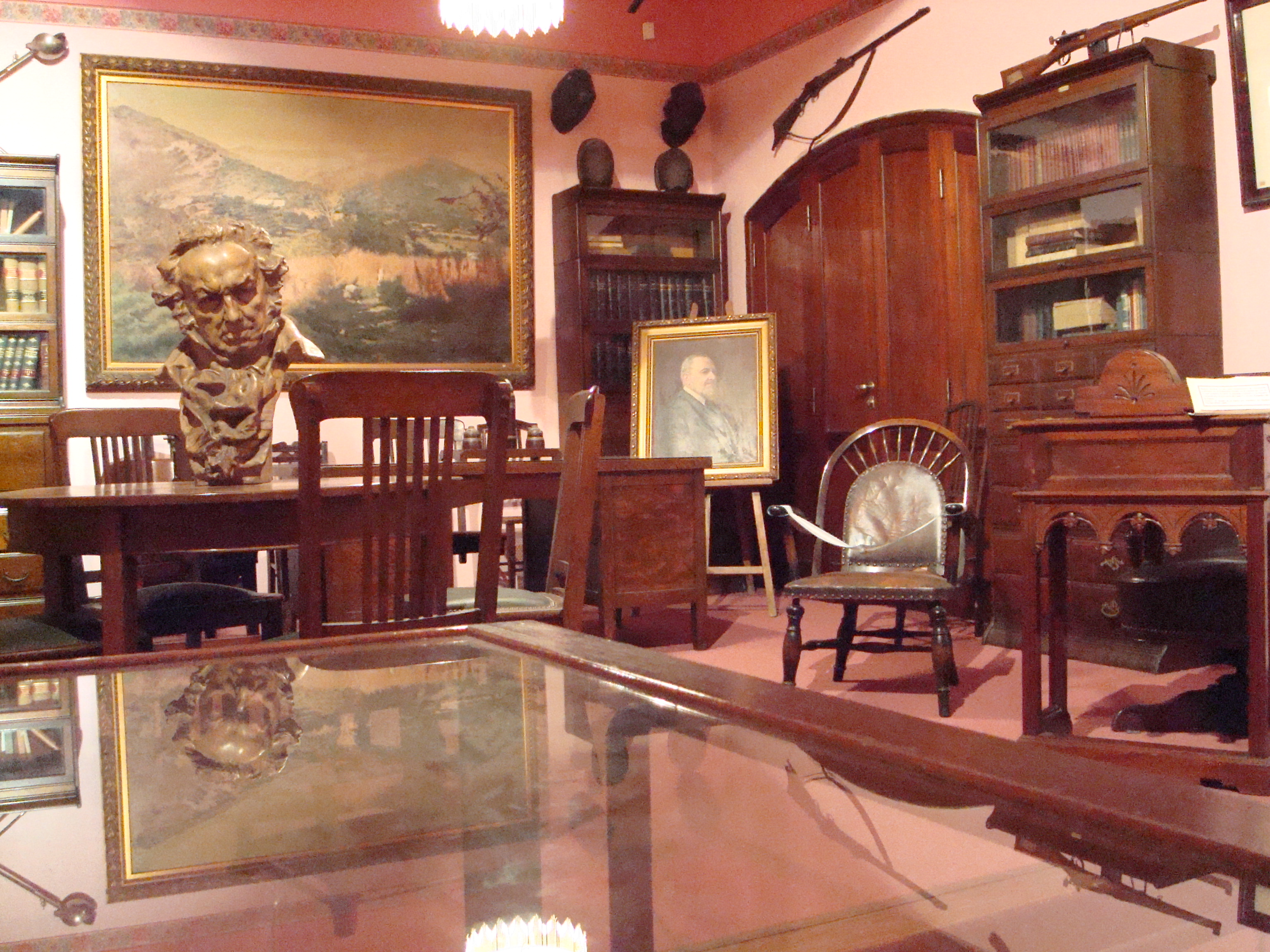
Estudio del Dr. Lisandro de la Torre en el Museo Histórico Provincial «Dr. Julio Marc» de Rosario.

De la Torre tenía 42 años y la Liga del Sur concurrió a los comicios provinciales del 5 de marzo de 1911, signada por irregularidades y conflictos; a pesar de ello De la Torre se incorporó a la Legislatura como diputado por la minoría correspondiente al departamento de San Lorenzo. Su actuación fue breve debido a la intervención federal y el consiguiente cierre de la Legislatura.
Después de la ley Sáenz Peña, De la Torre fue consagrado diputado nacional y se incorporó a la Cámara en las sesiones preparatorias del 1 de junio de 1912. Así a los 44 años, se proyectaba al escenario parlamentario nacional, destacándose por su dinámica de trabajo y entre sus proyectos principales, el Régimen Municipal en las provincias.
La Liga del Sur, a pesar de apoyarse en algunos antiguos sectores radicales, hace esfuerzos por presentarse como una alternativa programática reformista e integrada socialmente a la élite dirigente, alejada de la inorganicidad populachera y demagógica que atribuye al partido de Yrigoyen. Este rasgo, más los talentos personales de Lisandro de la Torre, conducirá a los sectores mayoritarios en el gobierno a ver en él y en su partido la posibilidad de ser la continuidad del régimen. Después de la fundación del Partido Demócrata Progresista, sobre la base de la Liga del Sur, de la Torre será el candidato presidencial del gobierno, en oposición a la candidatura de Yrigoyen, en 1916.

### Partido Demócrata Progresista
En 1914 finalmente, diversos partidos provinciales confluyeron para conformar el Partido Demócrata Progresista. El 14 de diciembre de ese año se realizó la reunión constitutiva en el Hotel Savoy de Buenos Aires. Lisandro de la Torre fue elegido presidente del nuevo partido, acompañado por Joaquín V. González, José Félix Uriburu, Alberto Uriburu, Indalecio Gómez, Carlos Ibarguren, José María Rosa, Alejandro Carbó, Carlos Rodríguez Larreta, Mariano Demaría; entre otros.
Las bases demócratas progresistas estaban relacionadas con un programa de reformas que incluía una reforma tributaria que gravara la riqueza y aliviara los impuestos sobre el consumo, la creación de una marina mercante nacional, y una política de proteccionismo industrial, entre otros proyectos.
El Partido se instaló con fuerza en el sur de la provincia de Santa Fe y en Rosario, donde participó de la reforma de la Constitución de la Provincia de Santa Fe de 1921, influyendo en su contenido progresista, que incluía un régimen tributario progresivo, la autonomía municipal, la separación de la iglesia del Estado, los derechos laborales, el voto femenino, y hasta la división de los latifundios y entrega de tierra a los colonos.
Para las elecciones nacionales de 1916, las primeras con la Ley Sáenz Peña en plena vigencia, el Partido Demócrata Progresista consagró la candidatura presidencial de De la Torre acompañado por el entrerriano Alejandro Carbó, de amplia labor en el terreno educativo, que provenía de las filas del Partido Autonomista Nacional. Fueron vencidos por la fórmula radical Yrigoyen - Luna.
Para las elecciones de 1922, distintos sectores conservadores le volvieron a ofrecer la candidatura presidencial en una amplia alianza para derrotar al radicalismo. Pero ya en ese entonces, De la Torre había iniciado el corrimiento ideológico que se haría evidente en sus últimos años. En una carta al dirigente Mariano Demaría, se autodefinía "casi como radical -socialista" y rechazaba toda alianza con los conservadores a los que acusaba de ser "clericales, armamentistas, antiobreristas, latifundistas".  Finalmente fue elegido diputado nacional y desde su banca promovió proyectos de ley de fomento de las cooperativas y de expropiación de frigoríficos extranjeros.
En 1926 terminó su mandato legislativo, y anunció su retiro definitivo de la política. Se retiró a su estancia "Pinas" en el límite de Córdoba con La Rioja, donde se dedicó a labores agropecuarias (paradójicamente, con 80.833 hectáreas, Pinas era el mayor latifundio de un paño de toda la Argentina).

## Senador Nacional y década del 30

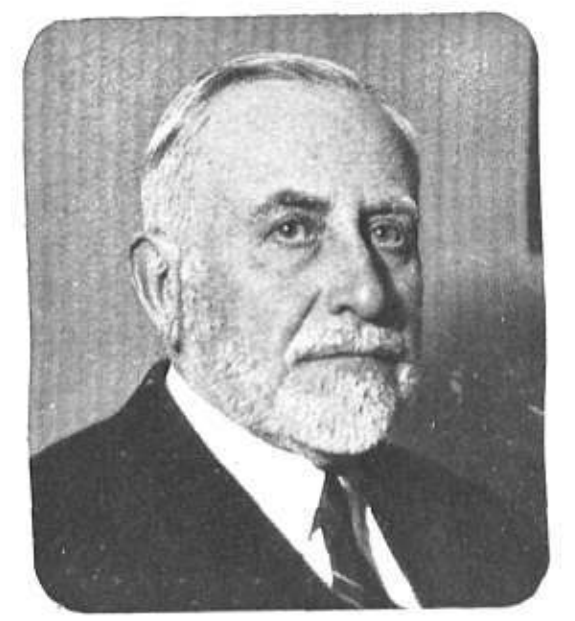
Lisandro De La Torre, candidato a presidente de Argentina en 1931.

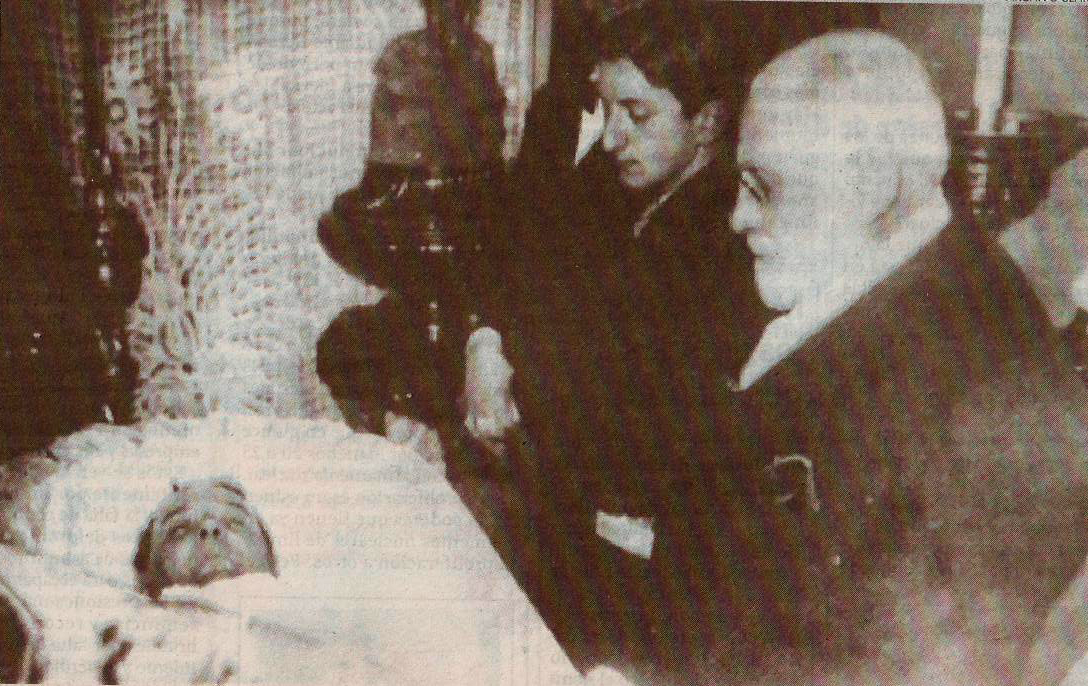
Sepelio de Bordabehere, acompañado por Lisandro de la Torre.

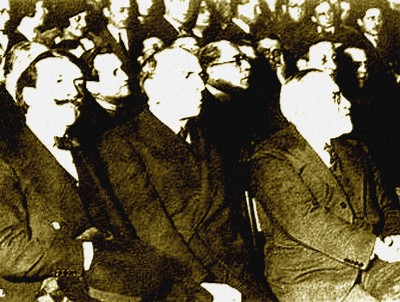
Los legisladores Alfredo Palacios, Nicolás Repetto y Lisandro de la Torre.

### Revolución del 30
El golpe de Estado de 1930 lo sorprende retirado de la acción política. El General Uriburu, quien era amigo personal de De la Torre y había formado parte del núcleo fundador del Partido Demócrata Progresista, integrando la Junta Nacional partidaria, piensa en él como el candidato presidencial para sucederlo. De la Torre no condena el golpe de Estado, pero entiende que su misión es convocar a elecciones libres cuanto antes. Termina participando en las elecciones pero en el sector opuesto: en una alianza con socialistas y enfrentando al candidato oficial, Agustín P. Justo.
La derrota y las sospechas de fraude de los comicios de 1931 lo enemistará definitivamente con los sectores conservadores, desplazándolo definitivamente en el espectro político hacia la izquierda.  Su labor como senador nacional, a partir de 1932, lo sigue alejando de los demócratas nacionales mientras que si bien su nuevo período parlamentario se inicia bajo los auspicios de la alianza entre el PDP y el PS, no tardarán en producirse roces y malentendidos con otros dirigentes de la misma alianza. De la Torre sufre una desilusión tanto con la actitud de los socialistas como con la de los radicales, que rehusaron sumarse a una coalición política para presentar batalla al gobierno de Justo.

### Debate de las carnes
El 1 de mayo de 1933, el vicepresidente Julio Argentino Roca (hijo) firmó en Londres el Pacto Roca-Runciman que ampliaba la cuota de exportación de carne vacuna al Reino Unido y sus colonias, pero establecía que el 85% del total de las exportaciones debía realizarse por medio de frigoríficos británicos. Adicionalmente, se suscribieron cláusulas secretas que garantizaban el monopolio de los medios de transporte en manos de empresas británicas y creaban el Banco Central de la República Argentina con preeminencia de capitales británicos.
En 1935 Lisandro de la Torre inició una investigación sobre el comercio de carne, puesto que en el marco del Pacto Roca-Runciman esta actividad se encontraba sospechada de corrupción. En ese contexto, respondió dicha afirmación en los siguientes términos:

El gobierno inglés le dice al gobierno argentino "no le permito que fomente la organización de compañías que le hagan competencia a los frigoríficos extranjeros". En esas condiciones no podría decirse que la Argentina se haya convertido en un dominio británico, porque Inglaterra no se toma la libertad de imponer a los dominios británicos semejantes humillaciones. Los dominios británicos tienen cada uno su cuota de importación de carnes y la administran ellos.
Lisandro de la Torre

La investigación se hizo pública en el Senado de la Nación en julio de 1935, en la que Lisandro de la Torre acusó al frigorífico Anglo de evasión impositiva y señaló la existencia de un entramado de corrupción que involucraba al gobierno del presidente Agustín P. Justo, y en particular, al ministro de Hacienda, Federico Pinedo y al ministro de Agricultura, Luis Duhau.
El ministro de Agricultura llegó a amenazar en medio de la sesión al senador denunciante:

¡Ya pagará bien caro todas las afirmaciones que ha hecho!

Dos días después, el 23 de julio de ese año, Duhau agredió físicamente a de la Torre, arrojándolo al piso, y escapando del recinto inmediatamente después. En medio del tumulto provocado, Ramón Valdez Cora realizó una serie de disparos con una pistola, en dirección a de la Torre, que impactaron de lleno en el cuerpo de su discípulo y senador electo Enzo Bordabehere, quien estaba intentando proteger al senador de sus atacantes. Bordabehere falleció a causa de los disparos recibidos.
Más tarde, el ministro de Hacienda retó a duelo a de la Torre, quien aceptó siendo que el lance se realizó con pistolas, sin que ninguno de los duelistas resultara herido.
Por su desempeño en este debate Lisandro de la Torre ha sido llamado «el Fiscal de la Patria».

### Ley Anticomunista
Agobiado, aislado, fuertemente afectado por el asesinato de Bordabehere, terminaría renunciando a su banca en 1937. Pero una de sus últimas intervenciones en el Senado generó aun mayores polémicas, en ocasión del debate del proyecto de Ley sobre represión del comunismo impulsado por el diputado oficialista Sánchez Sorondo en 1937. Dirá entonces: "El peligro comunista es un pretexto, es el ropaje con que se visten los que saben que no pueden contar con las fuerzas populares para conservar el gobierno y se agarran del anticomunismo como una tabla de salvación. Bajo esa bandera se pueden cometer toda clase de excesos y quedarse con el gobierno sin votos. Yo soy un afiliado a la democracia liberal y progresista, que al proponerse disminuir las injusticias sociales trabaja contra la revolución comunista, mientras los reaccionarios trabajan a favor de ella con su incomprensión de las ideas y de los tiempos". 
Desde entonces resultaron muy escasas sus apariciones públicas, ocupando la tribuna sólo como conferencista, y acercándose cada vez más a ideas de izquierda. Incluso, aun siendo crítico de la Unión Soviética, valoraba positivamente la implantación de una sociedad sin clases sociales, considerando que ese era el modelo al que debería evolucionar la democracia liberal y consideraría positivamente la estrategia electoral del Partido Comunista determinada por la Comintern en 1935 de formación de Frentes Populares con partidos democráticos burgueses en todo el mundo, con el objetivo de derrotar a la amenaza del fascismo. En consonancia con esta idea llegó a participar del acto por el Día del Trabajo convocado por la Confederación General del Trabajo el 1 de mayo de 1936, donde habló ante casi 100 000 personas compartiendo tribuna con el organizante José Domenech, el radical Arturo Frondizi, el comunista Paulino Alberdi y el socialista Mario Bravo, entre otros.
Es justamente en ese período, cuando comienza a difundir estas ideas en sus conferencias en el Colegio Libre de Estudios Superiores, un centro en el que confluían distintos intelectuales y militantes vinculados al Partido Comunista. En este ámbito disertó sobre apología del ateísmo, crítica histórica de la doctrina cristiana y, especialmente, un duro embate contra la Doctrina Social de la Iglesia. Todo esto lo llevó a polemizar con cierto sector de la iglesia, especialmente con monseñor Franceschi, director de la revista Criterio, quien lo acusaba de haber virado sus ideas hacia el comunismo. En su defensa, respondió De la Torre: "No quiero, ni propicio, ni he propiciado nunca la revolución social, y sin ella no hay comunismo. Soy un demócrata que lucha públicamente a favor de la EVOLUCIÓN del mundo al influjo de la opinión pública".

## Ocaso y suicidio
"…desearía que mis cenizas fueran arrojadas al viento, me parece una forma excelente de volver a la nada, confundiéndose con todo lo que muere en el Universo".
Lisandro de la Torre, Última carta mecanografiada

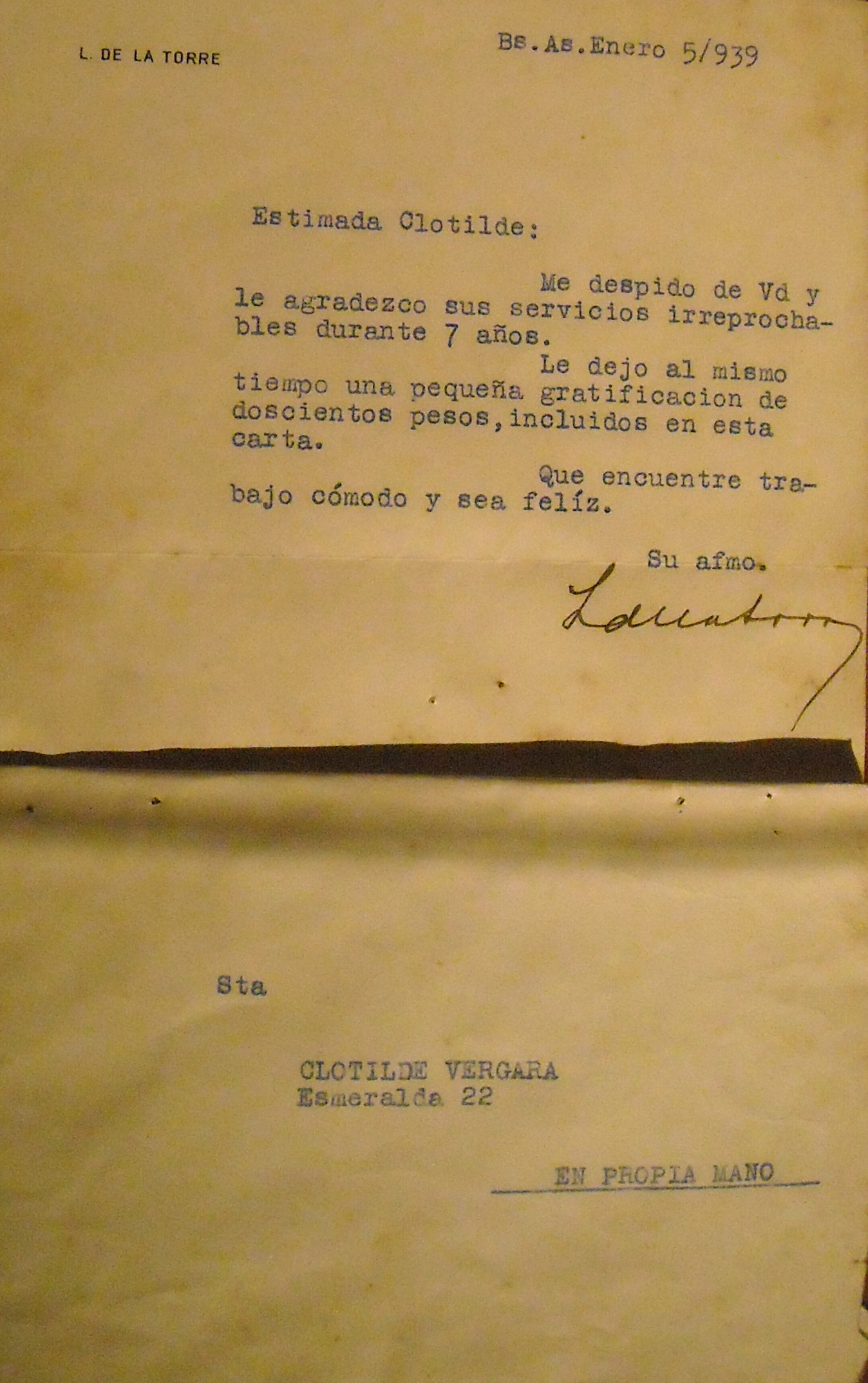
Carta de despedida a Clotilde Vergara (carta expuesta en el Museo Histórico Provincial “Dr. Julio Marc”).

Las posiciones defendidas por De la Torre a partir de los debates de la Ley Anticomunista le atrajo decididas simpatías de la parcialidad política defendida, aunque de la Torre marcaría permanentemente sus distancias ideológicas con el Partido Comunista. Por otro lado, esas ideas tampoco eran compartidas por sus seguidores que continuaban al frente del Partido Demócrata Progresista, aunque lo defendían de los ataques personales debido al gran respeto que le tenían. De este modo, pese a ser una figura valorada y respetada por casi todo el arco político y con un gran prestigio popular debido a su lucha contra la corrupción, política e ideológicamente se encontraba solo, al igual que en su vida personal (soltero, nunca formó familia ni se le conoció una pareja).
En sus últimos años solía refugiarse durante meses en completa soledad en su estancia "Pinas", en la Provincia de Córdoba. Quebrantado económicamente después de años de sequía, procedió primero a su desmonte para obtener nuevos ingresos con la madera. Finalmente debió venderla -como había vendido antes otras propiedades rurales en la provincia de Santa Fe- para pagar deudas acumuladas. El nuevo propietario de la estancia, José Manubens Calvet, encontró sus papeles privados entre los que se hallaban planos para la construcción de una llamada Ciudad Utópica, una especie de comuna que sería "una mezcla de sociedad socialista ideal y de las comunidades que, sobre todo en el sur del país, comenzaron a formar los primeros contingentes del desasosiego metropolitano a partir de fines de los 70".
El 5 de enero de 1939, en la soledad de su departamento en calle Esmeralda 22, se quitó la vida mediante un disparo de revólver en el corazón.
Actualmente en Rosario, un barrio de la zona norte de la ciudad lleva su nombre.

## Obras literarias
- "Obras Completas" de Lisandro de La Torre - 6 v. Buenos Aires : Hemisferio, 1952-1957
- "Intermedio filosófico : ; La cuestión social y los cristianos sociales ; La cuestión social y un cura", Buenos Aires : Anaconda, 1937
- "Cartas íntimas a Elvira Aldao de Díaz", compilador Raúl Larra, Buenos Aires : Futuro, 1951
- "Régimen federal de la enseñanza : hacia una nueva legislación escolar", con Barcos Julio. Buenos Aires : Cátedra Lisandro de La Torre, 1957
- "Cartas de Lisandro de la Torre", compilador Raúl Larra, Buenos Aires : Futuro, 1952
- "Las dos campañas presidenciales : 1916-1931" : escritos y discursos, Colegio libre de estudios Superiores, 1939
- "Cuestiones monetarias financieras : escritos y discursos. 2" Buenos Aires : Colegio Libre de Estudios Superiores, 1941
- "Poderes de las convenciones constituyentes", Buenos Aires : [s.n.], 1923
- "El régimen municipal : tesis presentada á la Facultad de Derecho y Ciencias Sociales", Buenos Aires : Coni, 1889

### Cinematográficas
- 1960: Fin de Fiesta, guion cinematográfico a cargo de Leopoldo Torre Nilsson, Beatriz Guido y Ricardo Luna, sobre la base de la novela de Beatriz Guido de título homónimo. Dirigida por Torre Nilsson, con las actuaciones de Arturo García Buhr, Lautaro Murúa, Graciela Borges, Leonardo Favio, Osvaldo Terranova, Elena Tritek, Lydia Lamaison, María Principito, Leda Zanda, Martha Murat, Emilio Guevara, Raúl Aubel, Idelma Carlo. Estrenada el 23-06-60 en el Cine Teatro Broadway y Sarmiento.
- 1984: Asesinato en el Senado de la Nación, película argentina dirigida por Juan José Jusid, con Arturo Bonín, Miguel Ángel Solá, Pepe Soriano (como Lisandro de la Torre), Marta Bianchi, Ana María Picchio.

### Literarias
- Juan Lazarte, "Lisandro De La Torre, Reformador Social Americano" , Americalee, Buenos Aires, 1942
- Larra, Raúl, "Lisandro de la Torre: el solitario de Pinas", Editorial Colihue, Buenos Aires, 2001.
- Rinesi, Eduardo, "El Último Tribuno: Variaciones Sobre Lisandro de la Torre", Editorial Colihue, Buenos Aires, 1996
- Corbière, Emilio, "Lisandro de la Torre y la década infame", Revista Todo es Historia N° 150.
- Siegler, Pedro, "Lisandro de la Torre y los problemas de su época", Buenos Aires, Centro Editor de América Latina, 1984
- Viñas, David, "Lisandro", Complejo Teatral de Buenos Aires y Losada, Buenos Aires. 2006
- González Arrili, Bernardo, Historia argentina, Editorial Danar, Buenos Aires, 1964.
- González Arrili, Bernardo, "Vida de Lisandro de la Torre", Peuser, Buenos Aires, 1940.
- Amaral, Edgardo L., "Lisandro de la Torre y la política de la reforma electoral de Sáenz Peña", Buenos Aires, 1961
- Barberis, Santiago & Molinas, Ricardo, ”El Partido Demócrata Progresista” (CEAL-1983).
- Silberstein, Enrique, ”de la Torre y los frigoríficos” (CEAL-1970).
- Félix Luna, "Lisandro de la Torre", Planeta Sinopsis.
- Sylvester, Hugo, "Lisandro de la Torre y la Pampa Gringa" (Ed. Indoamérica”, 1954).
- Guido, Beatriz, "Fin de Fiesta", Hyspamerica Orbis, 1958 (novela).

### Varios
- Silva Grucci, Guillermo (2019). Duelos en el Río de la Plata. Montevideo: Fin de Siglo.